# Delibační řízení
Delibační řízení je zvláštní řízení, v němž jsou zjišťovány podmínky předepsané v právních řádech jednotlivých států pro uznání a výkon cizích rozhodnutí.
V České republice jsou v tomto řízení uznávány rozhodnutí ve věcech manželských a ve věcech určení otcovství, je-li alespoň jeden z účastníků českým občanem a pokud:
- už o věci nebylo pravomocně rozhodnuto českým orgánem nebo nebylo již uznáno jiné cizí rozhodnutí v téže věci
- účastník se mohl řádně účastnit původního řízení
- uznávané rozhodnutí se nepříčí českému veřejnému pořádku

Řízení koná a rozsudkem rozhoduje Nejvyšší soud.